# Gadirtha olivascens
Gadirtha olivascens är en fjärilsart som beskrevs av Embrik Strand 1917. Gadirtha olivascens ingår i släktet Gadirtha och familjen trågspinnare. Inga underarter finns listade i Catalogue of Life.